# Kurt Kasper
Kurt Kasper (* 29. September 1938 in Homberg; † 1. Juli 2006)
war ein deutscher römisch-katholischer Geistlicher und Ordensoberer der Redemptoristen.

## Leben
Nach dem Realschulabschluss absolvierte Kurt Kasper eine Ausbildung zum Kaufmann, die er 1961 mit der Kaufmannsgehilfenprüfung abschloss. An der Gestaltung und Herausgabe der städtischen katholischen Jugendzeitschrift „Wir für Dich“ war er aktiv beteiligt und besuchte in den Jahren von 1962 bis 1964 das Fördergymnasium der Redemptoristen in Bonn, wo er das Abitur machte. Es schloss sich ein zweijähriges Noviziat an.

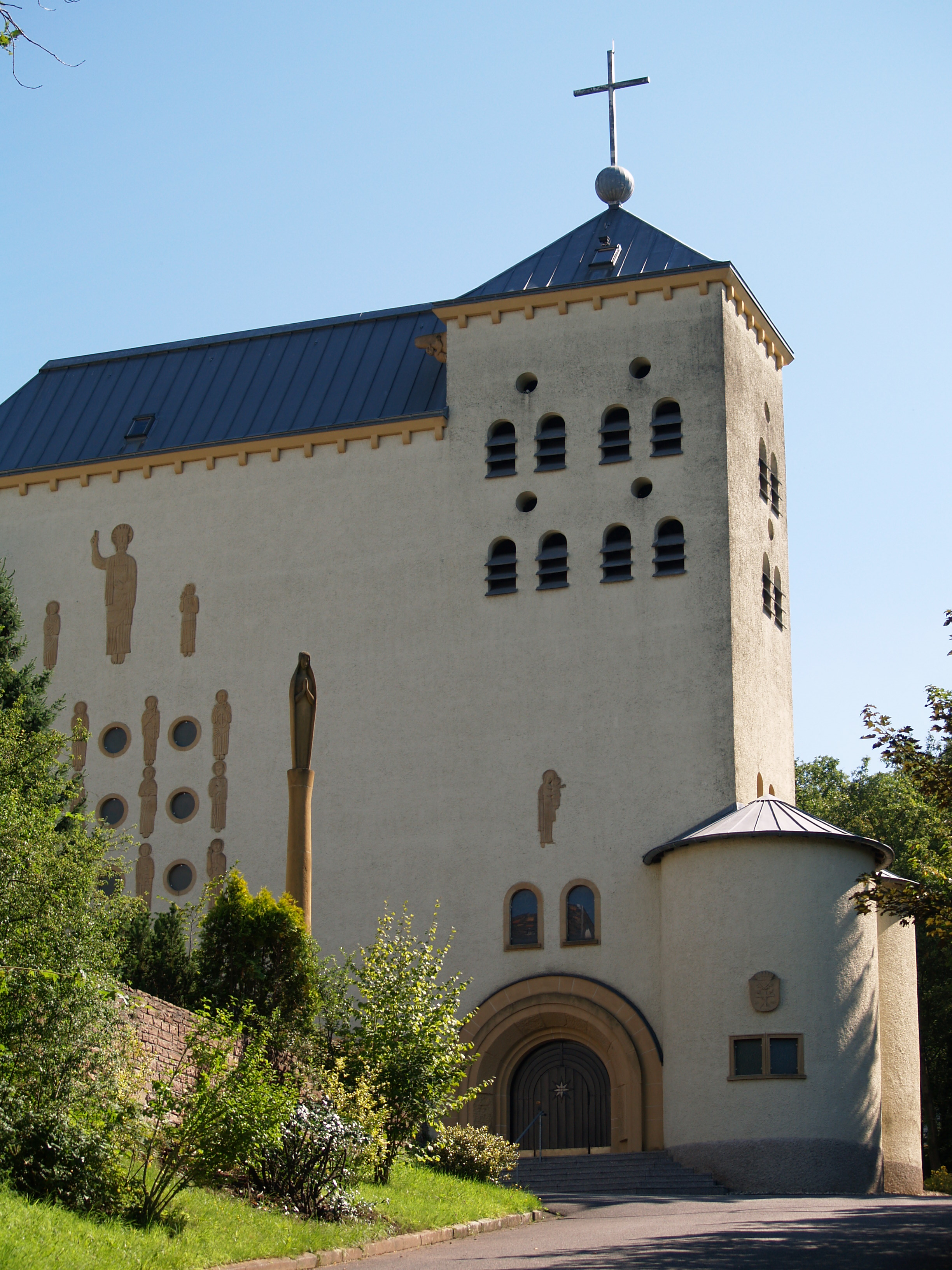
Kloster Heiligenborn, Bous

Am 25. März 1965 legte er die zeitliche Profess und 1968 die Ordensprofess ab.
An der Philosophisch-Theologischen Hochschule der Redemptoristen in Hennef absolvierte er ein Studium der Philosophie und Theologie und empfing am 25. Juli 1970 die Priesterweihe. Von Mai 1971 bis Ende August 1976 war er als Kaplan in Itzehoe eingesetzt und durchlief in Bochum ein zweites Noviziat. In Bottrop-Kirchhellen baute er eine Jugendbegegnungsstätte auf und engagierte sich von 1982 bis 1984 als Novizenmeister, als er in das Kloster Heiligenborn wechselte. Dort war er von 1990 bis 1993 Superior und damit der Leiter der Ordensgemeinschaft im Kloster. Im Anschluss daran war er in gleicher Funktion im Redemptoristenkloster Bochum und in Köln eingesetzt.
Das Redemptoristenkloster Köln (Alfonsushaus) in Köln-Mülheim wurde im Jahre 2014 abgerissen und an dessen Stelle wurden von einer Wohnungsgesellschaft Wohngebäude errichtet.